# Theodor Schäffer
Theodor Schäffer (* 7. Januar 1839 in Darmstadt; † 25. Juni 1914 ebenda; vollständiger Name: Theodor Philipp Ludwig Schäffer) war ein deutscher Bauingenieur, der als großherzoglich hessischer Baubeamter und Hochschullehrer wirkte.

## Leben
Theodor Schäffer war ein Sohn des späteren Direktors der Darmstädter Realschule Friedrich August Schäffer und dessen Ehefrau Christina Schäffer geb. Schwarz. Er besuchte das Pädagog (das spätere Ludwig-Georgs-Gymnasium). Danach studierte er an der Polytechnischen Schule Hannover, an der Friedrich-Wilhelms-Universität Berlin und der Ludwigs-Universität Gießen. 1862 legte er das Staatsexamen für das Baufach in Gießen ab. Es folgte eine dreijährige Tätigkeit in Gießen. Anschließend wechselte er in die Industrie und war in Berlin und Stuttgart tätig. Ab 1868 war Assistent bei der Hessischen Ludwigsbahn. Im Juli 1867 erhielt er den Professor-Titel für Ingenieurwissenschaften und Baukunde von der Polytechnischen Schule Darmstadt zuerkannt, von 1869 bis 1871 war er Dekan der Ingenieur-Abteilung.
Im April 1872 wurde er ordentlicher Professor für Ingenieurwissenschaften an der Polytechnischen Schule Darmstadt. Nachdem die Polytechnische Schule 1877 zur Technischen Hochschule Darmstadt umgewandelt wurde, war er bis 1879 der erste Rektor dieser Hochschule.
Schäffer war Mitglied zahlreicher Kommissionen. 1880 verließ er die Hochschule und wechselte in die Regierung des Großherzogtums Hessen, er war fortan im Ministerium der Finanzen für das Bauwesen zuständig. Anfang August 1913 wurde er von seinem Posten als Vorstand des Technischen Oberprüfamts entbunden.
Im Rahmen der Schriftenreihe Handbuch der Ingenieurwissenschaften engagierte sich Schäffer als Mitherausgeber und Autor der Unterreihe Handbuch des Brückenbaus.
Theodor Schäffer war in erster Ehe mit Emilie geb. Reißig und seit 1912 in zweiter Ehe mit Julie geb. Reh verheiratet.

## Ehrungen
- 1885: Geheimer Oberbaurat
- 1895: Geheimer Rat

## Schriften
- Eiserne Brücken. Bewegliche und Aquaduct-Brücken. (= Handbuch der Ingenieurwissenschaften, Band 2.2.) Engelmann, Leipzig 1882.